# 迈克尔·扬 (生物学家)
迈克尔·沃倫·扬（英語：Michael Warren Young，1949年3月28日—），美国遗传学家、美国国家科学院院士。

## 生平
1975年获得克萨斯大学奥斯汀分校博士学位，1978年起任洛克菲勒大学教员，后成为该校副校长。2013年获得邵逸夫生命科学及医学奖，後再於2017年與同屬美國籍的迈克尔·罗斯巴什和杰弗里·霍尔共同獲得諾貝爾生理學或醫學獎。。1984年他的团队克隆出果蝇的周期基因，这个基因能够调节果蝇的生物钟。扬之后的研究还揭示了更多生物钟相关基因，以及它们产物的运作情况。